# Antsiranana
Antsiranana, anomenada Diego Suárez (francès: Diego-Suárez) abans de 1975, és una ciutat a l'extrem nord de Madagascar, i és la capital de la regió de Diana i de la província autònoma d'Antsiranana. El 2008 tenia 105.000 habitants.

## Història
El 1543, Martim Afonso de Sousa, governador de l'Índia Portuguesa, preocupat pel seu germà Pero Lópes de Sousa, del que havia sabut que havia naufragat el 1540 al nord de Madagascar, va enviar al pirata Diego Suárez al seu rescat, va fondejar a la badia que ara du el seu nom, i va tornar a l'Índia amb una càrrega de plata i esclaus però sense notícies de Sousa.
Durant la Segona Guerra Mundial, després de la seva conquesta de l'Àsia Sud-oriental, l'alt comandament japonès va poder considerar moure's cap a l'oest, car els submarins de la Marina Imperial Japonesa es movien lliurement per tot l'oceà Índic i els comandants aliats van decidir llançar un assalt amfibi a Madagascar conegut com a Operació Ironclad. La 5a divisió d'infanteria britànica, 29a brigada d'infanteria britànica, la unitat n.5 de comandos i els Royal Marines van desembarcar el 5 de maig de 1942 a les badies de Courrier i Ambararata, a l'oest del port de Diego Suárez, i la defensa de les forces del govern de Vichy, encapçalades pel governador general Armand Léon Annet, amb uns 8.000 soldats. Després d'intensos combats, Diego Suárez va caure el 7 de maig, tot i que el gruix les forces de Vichy es van retirar cap al sud.
Vegeu també: Colònia de Diego-Suárez